# Dwuskrzydla
Dwuskrzydla, dipterokarpus, dwuskrzydłowiec, dwuskrzydlec (Dipterocarpus) – rodzaj roślin z rodziny dwuskrzydłowatych (Dipterocarpaceae Blume). Obejmuje co najmniej 66 gatunków. Występują one w południowo-wschodniej Azji na obszarze między Indiami, Chinami, Filipinami i zachodnią Indonezją. Są to drzewa stanowiące istotne źródło drewna egzotycznego dla międzynarodowego rynku drzewnego. Z powodu nadmiernej eksploatacji i niszczenia siedlisk wiele gatunków dramatycznie zmniejsza swoje zasoby i staje się zagrożona. Poza drewnem wiele gatunków jest istotnym źródłem także innych produktów takich jak żywice (damara), kamfora, olejki eteryczne.

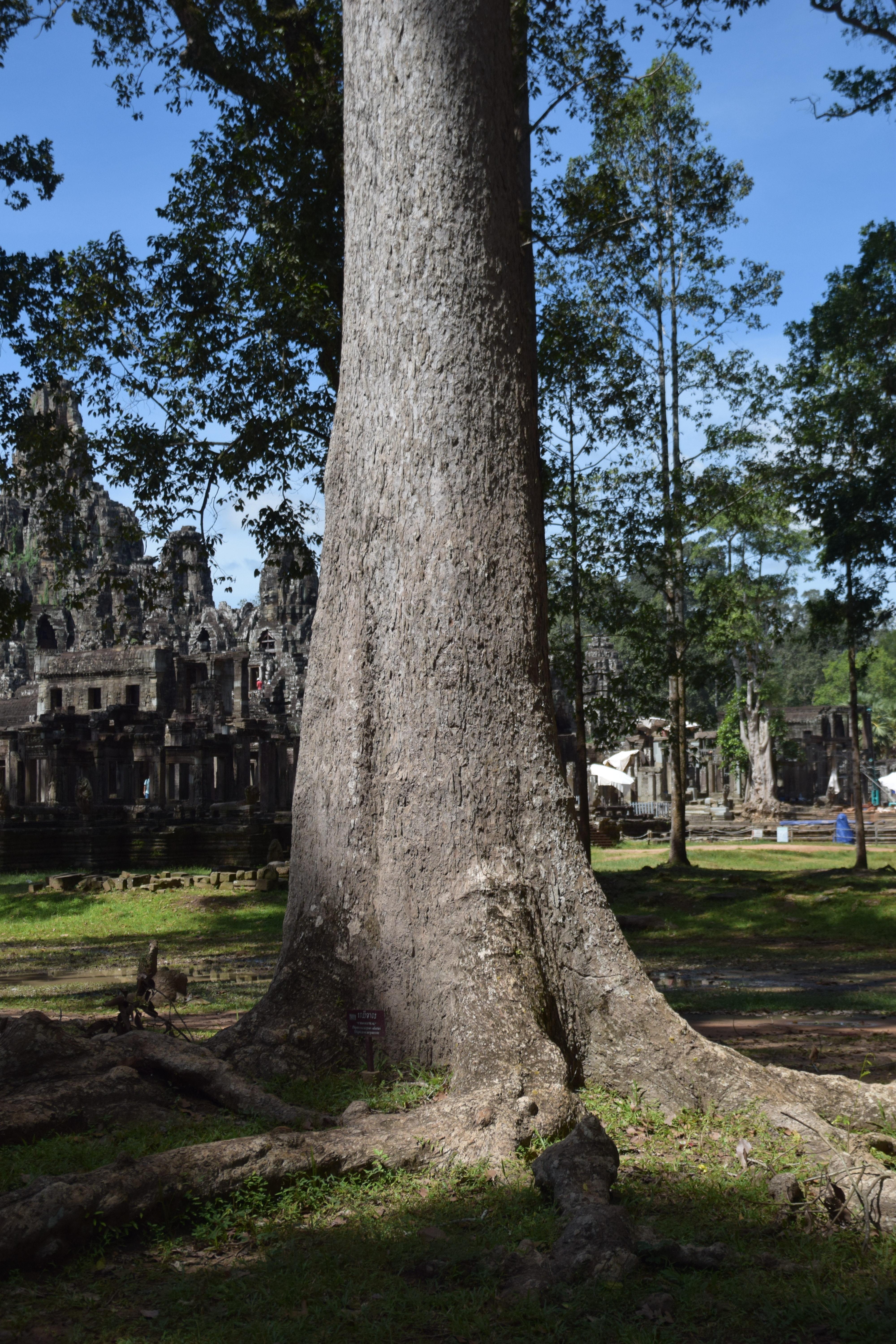
Pień Dipterocarpus alatus

## Morfologia
PokrójOkazałe, wysokie drzewa, często z wydatnymi korzeniami szkarpowymi. Kora łuszcząca się płatkami, szarobrązowa do pomarańczowej.
LiścieU nasady z okazałymi przylistkami. Liście skórzaste, całobrzegie lub falisto wcinane.
KwiatyOkazałe, słodko pachnące, skupione po 3–9 w grona. Kielich urnowaty lub kubeczkowaty, z nierównymi działkami. Płatki korony białe, czasem z czerwonym paskiem, omszone. Pręciki z równowąskimi, żółtymi pylnikami. Zalążnia omszona, wąsko jajowata, z cienką szyjką słupka, na końcu z płytko podzielonym znamieniem.
OwoceOrzechopodobne, zamknięte w trwałym kielichu, którego dwie, powiększone, proste działki działają jako aparat lotny.

## Systematyka
Wykaz gatunków
| - Dipterocarpus acutangulus Vesque - Dipterocarpus alatus Roxb. ex G.Don - Dipterocarpus applanatus Slooten - Dipterocarpus baudii Korth. - Dipterocarpus borneensis Slooten - Dipterocarpus bourdillonii Brandis - Dipterocarpus caudatus Foxw. - Dipterocarpus caudiferus Merr. - Dipterocarpus chartaceus Symington - Dipterocarpus cinereus Slooten - Dipterocarpus concavus Foxw. - Dipterocarpus condorensis Pierre - Dipterocarpus confertus Slooten - Dipterocarpus conformis Slooten - Dipterocarpus coriaceus Slooten - Dipterocarpus cornutus Dyer - Dipterocarpus costatus C.F.Gaertn. - Dipterocarpus costulatus Slooten - Dipterocarpus crinitus Dyer - Dipterocarpus cuspidatus P.S.Ashton - Dipterocarpus dyeri Pierre ex Laness. - Dipterocarpus elongatus Korth. - Dipterocarpus eurhynchus Miq. - Dipterocarpus fagineus Vesque - Dipterocarpus fusiformis P.S.Ashton - Dipterocarpus geniculatus Vesque - Dipterocarpus glabrigemmatus P.S.Ashton - Dipterocarpus glandulosus Thwaites - Dipterocarpus globosus Vesque - Dipterocarpus gracilis Blume - Dipterocarpus grandiflorus (Blanco) Blanco - Dipterocarpus hasseltii Blume - Dipterocarpus hispidus Thwaites | - Dipterocarpus humeratus Slooten - Dipterocarpus indicus Bedd. - Dipterocarpus insignis Thwaites - Dipterocarpus intricatus Dyer - Dipterocarpus kerrii King - Dipterocarpus kunstleri King - Dipterocarpus lamellatus Hook.f. - Dipterocarpus littoralis Blume - Dipterocarpus lowii Hook.f. - Dipterocarpus megacarpus Madani - Dipterocarpus mundus Slooten - Dipterocarpus nudus Vesque - Dipterocarpus oblongifolius Blume - Dipterocarpus obtusifolius Teijsm. ex Miq. - Dipterocarpus ochraceus Meijer - Dipterocarpus orbicularis Foxw. - Dipterocarpus pachyphyllus Meijer - Dipterocarpus palembanicus Slooten - Dipterocarpus perakensis P.S.Ashton - Dipterocarpus retusus Blume - Dipterocarpus rigidus Ridl. - Dipterocarpus rotundifolius Foxw. - Dipterocarpus sarawakensis Slooten - Dipterocarpus scaber Buch.-Ham. - Dipterocarpus semivestitus Slooten - Dipterocarpus stellatus Vesque - Dipterocarpus sublamellatus Foxw. - Dipterocarpus tempehes Slooten - Dipterocarpus tuberculatus Roxb. - Dipterocarpus turbinatus C.F.Gaertn - Dipterocarpus validus Blume - Dipterocarpus verrucosus Foxw. ex Slooten - Dipterocarpus zeylanicus Thwaites |